# Метод Лемана
Алгоритм Лемана (або алгоритм Шермана Лемана) детерміновано розкладає задане натуральне число {\displaystyle n} на множники за {\displaystyle O(n^{1/3})} арифметичних операцій. Алгоритм  запропонував американський математик Шерман Леман в 1974 році. Цей алгоритм став першим алгоритмом факторизації цілих чисел, складність якого менша, ніж {\displaystyle O({\sqrt {n}})}. На сьогодні він має суто історичний інтерес і, як правило, не застосовується на практиці.

## Опис
Спочатку алгоритм перевіряє чи має {\displaystyle n} прості дільники, які не перевищують {\displaystyle \lfloor n^{1/3}\rfloor }.
Далі метод Лемана розвиває ідеї, що закладені в алгоритмі Ферма, і шукає дільники числа {\displaystyle n}, використовуючи рівність {\displaystyle x^{2}-y^{2}=4bn} для деякого цілого числа {\displaystyle b}. Він базується на наступній теоремі.
Формулювання теореми
Нехай {\displaystyle n} — додатне непарне ціле число, а {\displaystyle r} — ціле число таке, що {\displaystyle 1\leqslant r<n^{1/2}}. Якщо {\displaystyle n=pq}, де {\displaystyle p} і {\displaystyle q} прості, а також
{\displaystyle \left({\frac {n}{r+1}}\right)^{1/2}<p\leqslant n^{1/2}}, то тоді існують такі невід'ємні цілі числа {\displaystyle x}, {\displaystyle y}, {\displaystyle k}, що
{\displaystyle x^{2}-y^{2}=4kn,1\leqslant k\leqslant r},
{\displaystyle x\equiv k+1{\pmod {2}}},
{\displaystyle x\equiv k+1{\pmod {4}}}, якщо {\displaystyle k} непарне,
{\displaystyle 0\leqslant x-(4kn)^{1/2}\leqslant {\frac {1}{4(r+1)}}\left({\frac {n}{k}}\right)^{1/2}}
і
{\displaystyle p=\min(\gcd(x+y,\;n),\;\gcd(x-y,\;n))}.
Якщо {\displaystyle n} — просте, то таких чисел {\displaystyle x}, {\displaystyle y}, {\displaystyle k} не знайдеться.

## Теоретичне обґрунтування

### Формулювання теореми
Нехай {\displaystyle n=pq} можна записати як добуток двох непарних взаємно простих чисел, що задовольняють нерівностям {\displaystyle n^{1/3}<p<q<n^{2/3}}. Тоді знайдуться такі натуральні числа {\displaystyle x,\;y} і {\displaystyle k\geqslant 1}, що  
1. Виконується рівність {\displaystyle x^{2}-y^{2}=4kn} при {\displaystyle k<n^{1/3}}, 
 2. Виконується нерівність {\displaystyle 0\leqslant x-\lfloor {\sqrt {4kn}}\rfloor <{\frac {n^{1/6}}{4{\sqrt {k}}}}+1}.
Для доведення цієї теореми потрібна наступна лема.
Лема

### Доведення теореми
Припустимо, що  {\displaystyle p} і {\displaystyle q} — непарні дільники числа {\displaystyle n} і нехай {\displaystyle x=pr+qs} і {\displaystyle y=pr-qs}, де {\displaystyle r} і {\displaystyle s} задовольняють твердження леми, тоді виконується рівність 
 {\displaystyle x^{2}-y^{2}=(pr+qs)^{2}-(pr-qs)^{2}=4rspq=4kn}, 
 де {\displaystyle k=rs}. В силу леми, ціле число {\displaystyle k} задовольняє нерівності {\displaystyle k<n^{1/3}}. Отже, виконано перше твердження теореми.
Для доведення другого твердження покладемо {\displaystyle z=x-\lfloor {\sqrt {4bn}}\rfloor =pr+qs-\lfloor {\sqrt {4bn}}\rfloor }, так як {\displaystyle x^{2}=4kn+y^{2}}, то {\displaystyle x\geqslant {\sqrt {4kn}}} і {\displaystyle z\geqslant 0}. Використовуючи оцінку зверху для {\displaystyle y}, отримуємо 
 {\displaystyle n^{2/3}>y^{2}=x^{2}-4kn=(pr+qs+{\sqrt {4kn}})(pr+qs-{\sqrt {4kn}})\geqslant 2{\sqrt {4kn}}(pr+qs-{\sqrt {4kn}})\geqslant 2{\sqrt {4kn}}(z-1)}. 
 З цього випливає, що {\displaystyle z<{\frac {n^{2/3}}{2{\sqrt {4kn}}}}+1={\frac {n^{1/6}}{4{\sqrt {k}}}}+1}. Теорему доведено.

## Алгоритм
Нехай {\displaystyle n} — непарне і {\displaystyle n>8}.
Крок 1. Для простих {\displaystyle a=2,\;3,\;\ldots ,\;\lfloor n^{1/3}\rfloor } перевірити умову {\displaystyle a\mid n}. Якщо на цьому кроці не вдалося розкласти {\displaystyle n} на множники, то переходимо до кроку 2.
Крок 2. Якщо на кроці 1 дільник не знайдено і {\displaystyle n} — складене число, то {\displaystyle n=pq}, де {\displaystyle p,\;q} - прості числа, і {\displaystyle n^{1/3}<p\leqslant q<n^{2/3}}.
Тоді для всіх {\displaystyle k=1,\;2,\;\ldots ,\;\lfloor n^{1/3}\rfloor } і всіх {\displaystyle d=0,\;\ldots ,\;\left\lfloor {\frac {n^{1/6}}{4{\sqrt {k}}}}\right\rfloor +1} перевірити чи є число {\displaystyle \left(\left\lfloor {\sqrt {4kn}}\right\rfloor +d\right)^{2}-4kn} квадратом натурального числа. Якщо це так, то для {\displaystyle A=\left\lfloor {\sqrt {4kn}}\right\rfloor +d} і {\displaystyle B={\sqrt {A^{2}-4kn}}} виконується взяття по модулю:
{\displaystyle A^{2}\equiv B^{2}{\pmod {n}}} чи {\displaystyle (A-B)(A+B)\equiv 0{\pmod {n}}}.
У цьому випадку для {\displaystyle d^{*}=\gcd(A-B,\;n)} перевіряється нерівність {\displaystyle 1<d^{*}<n} і, якщо ця нерівність виконується, то {\displaystyle n=d^{*}\cdot (n/d^{*})} — розклад {\displaystyle n} на два множники.
Якщо ж алгоритм не знайшов розкладу {\displaystyle n} на два множники, то {\displaystyle n} — просте число.
Цей алгоритм спочатку перевіряє чи має {\displaystyle n} прості дільники, які не перевищують {\displaystyle \lfloor n^{1/3}\rfloor }, а потім починає перебір значень {\displaystyle k} і {\displaystyle d} для перевірки виконання теореми. У випадку коли шукані значення {\displaystyle x} і {\displaystyle y}  не знайдено, отримуємо, що число {\displaystyle n} — просте. Таким чином можна розглядати цей алгоритм і як тест числа {\displaystyle n} на простоту.

### Псевдокод
for {\displaystyle a\gets 2} to {\displaystyle \lfloor n^{1/3}\rfloor } do
if {\displaystyle a\mod n=0} then
return {\displaystyle a}
end if
end for
for {\displaystyle k\gets 1} to {\displaystyle \lfloor n^{1/3}\rfloor } do
for {\displaystyle d\gets 0} to {\displaystyle \left\lfloor {\frac {n^{1/6}}{4{\sqrt {k}}}}\right\rfloor +1} do
if {\displaystyle isSquare((\lfloor {\sqrt {4kn}}\rfloor +d)^{2}-4kn)} then
{\displaystyle A\gets \lfloor {\sqrt {4kn}}\rfloor +d}
{\displaystyle B\gets {\sqrt {A^{2}-4kn}}}
if {\displaystyle 1<gcd(A+B,n)<n} then
return {\displaystyle gcd(A+B,n)}
else if {\displaystyle 1<gcd(A-B,n)<n} then
return {\displaystyle gcd(A-B,n)}
end if
end if
end for
end for
Пояснення:

Функція {\displaystyle isSquare(a)}  повертає {\displaystyle true}, якщо {\displaystyle a} є повним квадратом і {\displaystyle false} — в іншому випадку.
Функція {\displaystyle gcd(a,b)} повертає найбільший спільний дільник чисел {\displaystyle a} і {\displaystyle b}.

## Приклад
Розглянемо приклад {\displaystyle n=1387}, {\displaystyle \lfloor n^{1/3}\rfloor =11}. 
Для {\displaystyle a=2,\;3,\;5,\;7,\;11} перевіряємо, чи є число {\displaystyle a} дільником числа {\displaystyle n}. Не важко переконатись, що таких немає. Переходимо до наступного кроку.
Для всіх {\displaystyle k=1,\;2,\;3,\;\ldots ,\;11} і всіх {\displaystyle d=0,\;1,\;\ldots ,\;4} перевіряємо, чи є число {\displaystyle \left(\left\lfloor {\sqrt {4kn}}\right\rfloor +d\right)^{2}-4kn} квадратом натурального числа. У нашому випадку для {\displaystyle k=3} і {\displaystyle d=1} вираз {\displaystyle \left(\left\lfloor {\sqrt {4kn}}\right\rfloor +d\right)^{2}-4kn} дорівнює 256, яке є квадратом: {\displaystyle 256=16^{2}}. Відповідно, {\displaystyle A=\lfloor {\sqrt {4\times 3\times 1387}}\rfloor +1=130} і {\displaystyle B=16}.
Тоді {\displaystyle d^{*}=(A-B;\;n)=19}, задовольняє нерівності {\displaystyle 1<d^{*}<n} і є дільником числа {\displaystyle n}. 
У результаті, ми розклали число {\displaystyle 1387} на два множники: {\displaystyle 73} і {\displaystyle 19}.

## Складність

### Кількість операцій
На першому кроці треба зробити {\displaystyle \lceil n^{1/3}\rceil } операцій для пошуку малих дільників числа {\displaystyle n}.
Складність другого кроку оцінюється в операціях перевірки чи є число {\displaystyle \left(\left\lfloor {\sqrt {4kn}}\right\rfloor +d\right)^{2}-4kn} повним квадратом. Кількість операцій оцінюється зверху величиною {\displaystyle {\frac {n^{1/6}}{4}}\sum _{k=1}^{\lfloor n^{1/6}\rfloor }{{\frac {1}{\sqrt {k}}}+2(\lceil n^{1/3}\rceil -\lfloor n^{1/6}\rfloor )}<3\lceil n^{1/3}\rceil }. 
 Таким чином складність усього алгоритму — {\displaystyle O(n^{1/3})} операцій.

### Залежність від розрядності
Для великих чисел існує залежність часу виконання операцій від їх розрядності. Наприклад, складання двох чисел потребує часу, що лінійно залежить від довжини (більшого з них), а час множення й ділення ще більший, тобто, залежить від довжини чисел нелінійно (поліноміально). Отже, метод потребує поліноміальної кількості операцій ({\displaystyle O(n^{1/3})}), але час кожної операції щонайменше лінійно залежить від довжини (розрядності) числа. Таким чином виникає експоненційна залежність часу виконання алгоритму від розрядності числа, що факторизується — {\displaystyle O(n^{(n^{1/3})})}.
{\displaystyle n\simeq 2^{l}} , де {\displaystyle l} — розрядність.
{\displaystyle O(n^{1/3})=O(2^{l/3})=O(e^{l/3})}

## Порівняння з іншими методами
Як покращення методу Ферма, метод Лемана також істотно залежить від відстані між множниками числа: час його виконання лінійно залежить від дистанції[джерело?]. Однак, якщо різниця між множниками мала, то метод Лемана значно програє методу Ферма[джерело?].
Для чисел із невеликим простим дільником ситуація інша — метод Лемана завдяки послідовному діленню на першому кроці досить швидко виділить простий множник.

## Можливість паралельних обчислень

### Загальна ідея
Паралельна реалізація базується на наступному підході:
Крок 1:
Крок 2:

Застосування цього підходу дозволяє отримати лінійне прискорення при збільшенні кількості процесів на комп'ютері з розділеною пам'яттю.

### Реалізація із застосуванням технології GPGPU
Для успішної реалізації алгоритму із застосуванням технології GPGPU треба вирішити два питання:
1. Для кожної операції алгоритму вирішити, де варто її виконувати: на ЦП чи на графічному процесорі.
2. Визначити кількість ядер графічного процесора, що застосовуються.

Описаний вище підхід можна застосовувати для розбиття задачі.
Крок 2:
Усі операції цього кроку слід виконувати на графічному процесорі.
Нехай {\displaystyle ker} - кількість доступних ядер графічного процесора, {\displaystyle la} - кількість елементів множини {\displaystyle \{2,\;3,\;4,\;\ldots \lfloor n^{1/3}\rfloor \}}. Розглянемо два випадки:
1. {\displaystyle la\leqslant ker}: Використаємо {\displaystyle la} ядер графічного процесора.
2. {\displaystyle la>ker}: Виконаємо {\displaystyle \left\lceil {\frac {la}{ker}}\right\rceil } ітерацій. На кожній ітерації виконуємо {\displaystyle ker} операцій ділення на {\displaystyle ker} ядрах. У кінці кожної ітерації визначаємо завершити процес чи ні.

Крок 2:
Розподілити {\displaystyle k} між ядрами графічного процесора так же, як і в кроці 1. На кожному ядрі виконати 1-3:
1. Перевірити чи є число {\displaystyle \left(\left\lfloor {\sqrt {4kn}}\right\rfloor +d\right)^{2}-4kn}  квадратом натурального числа.
2. У випадку отримання позитивного результату на попередньому пункті, обчислити {\displaystyle A=\left\lfloor {\sqrt {4kn}}\right\rfloor +d} і {\displaystyle B={\sqrt {A^{2}-4kn}}}.
3. Для значень {\displaystyle A} і {\displaystyle B} перевірити умову {\displaystyle A^{2}\equiv B^{2}{\pmod {n}}}.
4. Для значень {\displaystyle A} і {\displaystyle B}, що пройшли останню перевірку, перевірити виконання умови {\displaystyle 0<\gcd(A\pm B,\;n)<n}.

Останній пункт краще виконувати на ЦП, оскільки ймовірність виконання цих операцій досить мала, а така перевірка на графічному процесорі відбувається досить повільно.